# Sophie Scholl
Sophie Magdalena Scholl (Forchtenberg, 9 maggio 1921 – Monaco di Baviera, 22 febbraio 1943) è stata un'attivista tedesca legata alla resistenza d'ispirazione cristiana ed appartenente alla Rosa Bianca. Scelse la ribellione non violenta al regime. Viene generalmente considerata martire dalla chiesa cattolica e, insieme al fratello maggiore Hans, uno dei simboli della lotta alla dittatura nazista.

## Biografia

### Primi anni

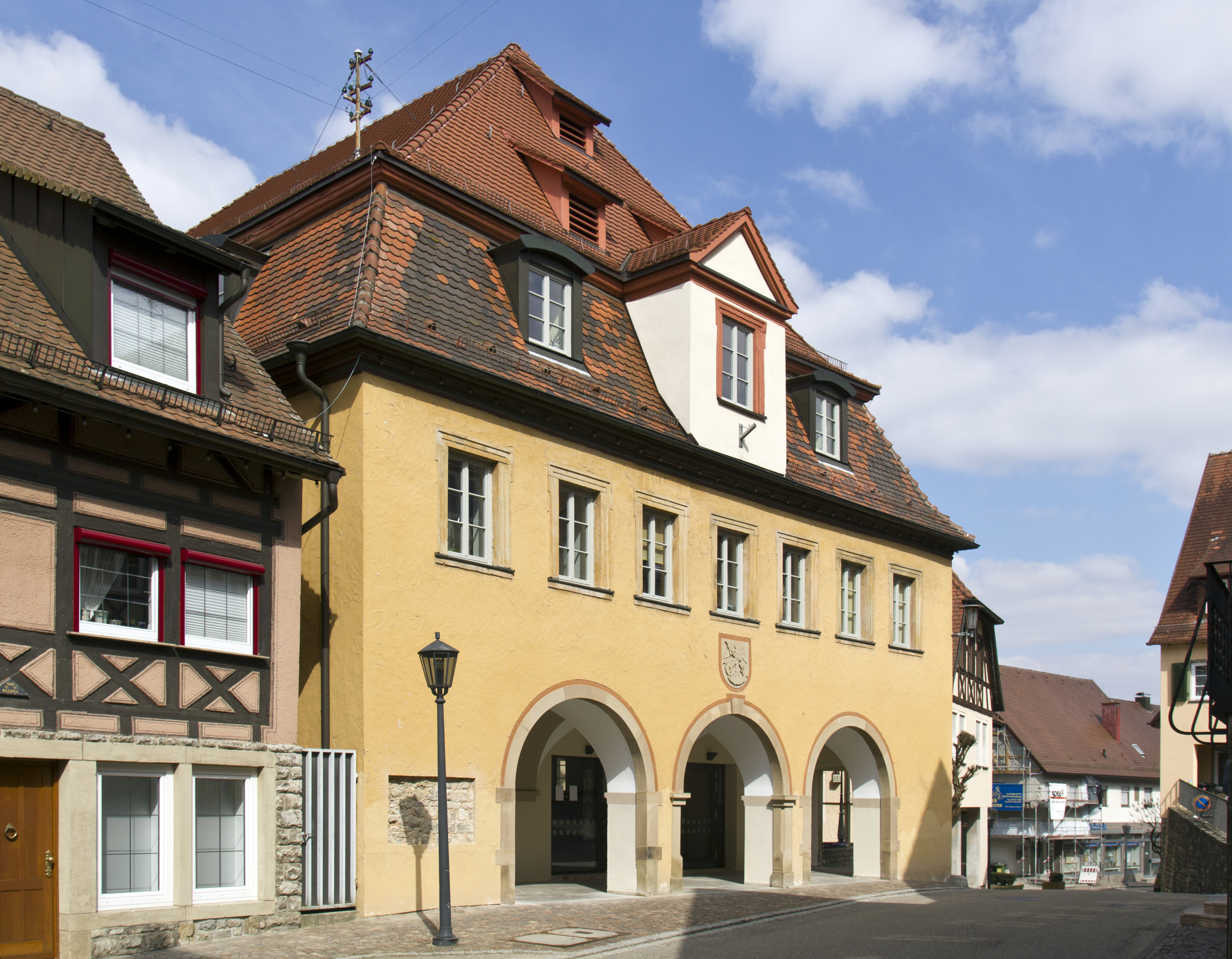
Il municipio di Forchtenberg, la città dove nacque Sophie e dove i fratelli Scholl trascorsero la loro infanzia

Sophie Scholl nacque a Forchtenberg il 9 maggio 1921 e fu la quarta di sei fratelli: Inge, Hans, Elisabeth, Sophie, Werner e Thilde. Fino al 1930 la famiglia rimase a Forchtenberg, poi si trasferì a Ludwigsburg e due anni dopo a Ulm, dove lavorava il padre. Venne educata in parte secondo i principi della chiesa luterana, poiché la madre Magdalena, sino al matrimonio, era stata diaconessa ed in parte secondo precetti cattolici, perché suo padre Robert Scholl era un liberale cattolico, oltre che sindaco di Forchtenberg. Ebbe una buona educazione e visse un'infanzia spensierata.

### Incontro col nazismo
Nel 1933 venne iscritta come tutti i ragazzi tedeschi alla gioventù hitleriana ed inizialmente subì il fascino della propaganda nazista. Questa fase tuttavia durò relativamente poco, perché rimase delusa dall'ideologia che l'organizzazione trasmetteva; si avvicinò, perciò, ad un gruppo giovanile vietato dal regime, noto come "Die Weisse Rose", fondato da Eberhard Köbel, che coltivava il mito dei popoli del grande Nord, la natura e la giovinezza. La sua preparazione personale e religiosa la portò ad allontanarsi quindi dal modello hitleriano e, con gli amici ed il fratello Hans, si avvicinò sempre più all'insegnamento evangelico e fece sue le ragioni di un cristianesimo lontano dal potere politico. In quel periodo lesse molti autori che trattavano del rinnovamento cattolico francese e questo rese sempre più sicura la sua vicinanza alla chiesa cattolica.

### Impegno politico
Sophie era molto legata al fratello Hans e nel 1937, dopo l'arresto di lui (durato diversi giorni) per i loro legami con l'organizzazione Deutsche Jungenschaft, fu arrestata anche lei con alcuni loro fratelli per alcune ore. In seguito conobbe Otto Aicher, che viveva a Söflingen, un quartiere di Ulm con una forte presenza cattolica che opponeva resistenza al nazismo. Otto le fece conoscere le posizioni politiche del movimento giovanile Quickborn (Sorgente di vita), allora guidato dal sacerdote d'origine italiana Romano Guardini, che proponeva Gesù come la sola guida per la gioventù.
Nel 1940 Sophie trovò lavoro come maestra d'asilo a Söflingen e venne poi costretta a servire come ausiliaria per sei mesi in un istituto statale di Blumberg.
Il fratello, intanto, era stato mandato al fronte orientale ed aveva assistito alle atrocità commesse dalle SS contro gli ebrei. Al suo ritorno a Monaco di Baviera si unì agli studenti che frequentavano l'Università Ludwig Maximilian, tra i quali Sophie, per discutere della loro opposizione al regime nazista.
La primavera del 1941 si incontrarono così i membri della futura Rosa Bianca, formata da intellettuali cattolici anti-nazisti, e tra il 1941 ed il 1942 i giovani oppositori, grazie alla loro preparazione ed alle convinzioni politiche e religiose, iniziarono a pensare a come pubblicizzare le loro idee. La decisione fu quella di preparare volantini da distribuire tra la popolazione, in modo da pubblicizzare la resistenza passiva all'impegno militare nazista; il primo testo, pubblicato nel giugno 1942, citava Friedrich Schiller e Johann Wolfgang von Goethe.
In quel periodo, intanto, il padre di Sophie venne arrestato e condannato ad un breve periodo di detenzione per aver criticato pubblicamente la politica di Adolf Hitler.

### L'arresto e la condanna a morte

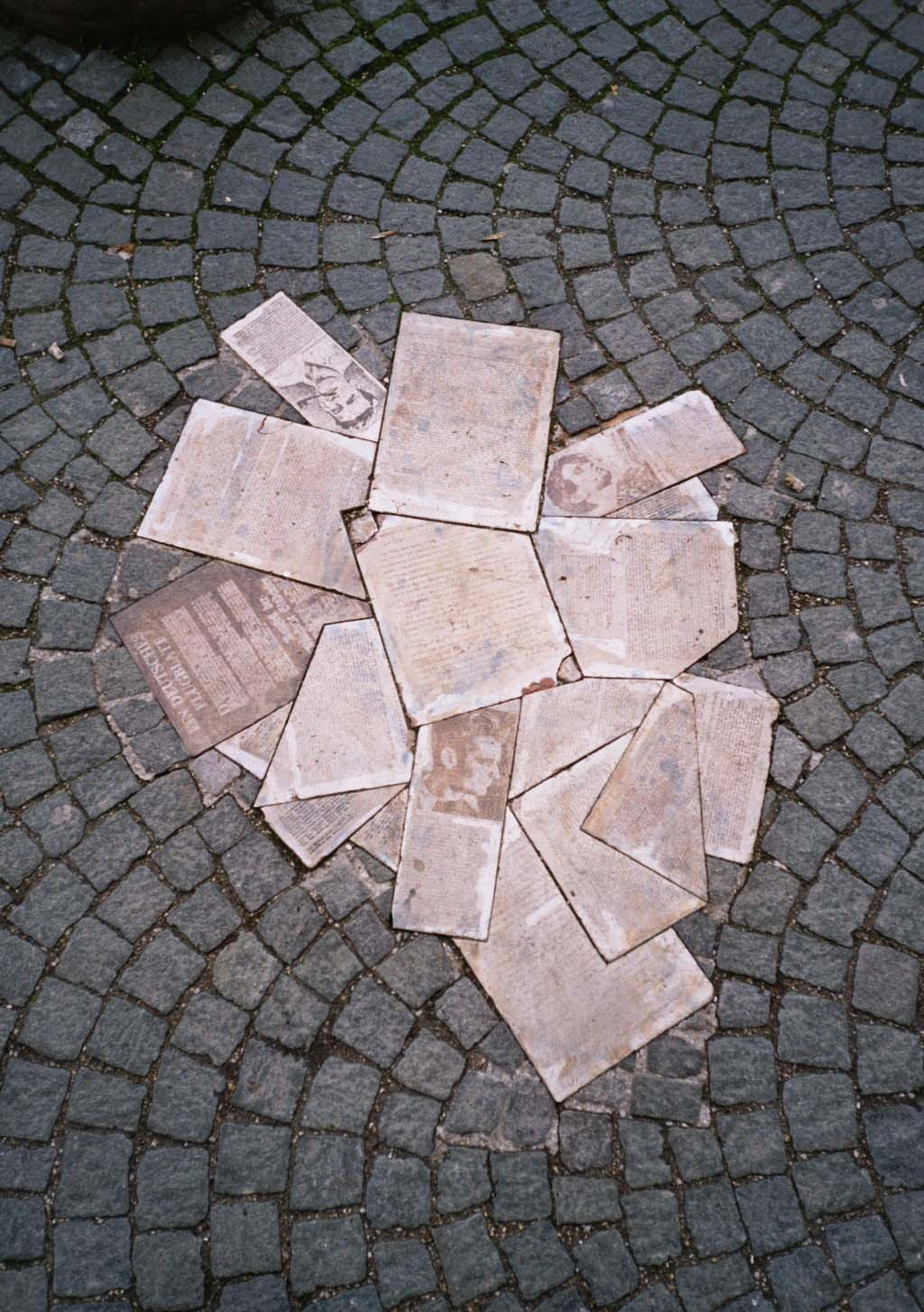
Università Ludwig Maximilian di Monaco, monumento a ricordo della diffusione di volantini antinazisti che i fratelli Scholl effettuarono il 18 febbraio 1943, a seguito della quale furono arrestati e condannati a morte

Tra giugno e luglio 1942 il gruppo della Rosa Bianca distribuì centinaia di copie di volantini in modi diversi: spedendoli a indirizzi scelti casualmente, lasciandoli alle fermate dei mezzi pubblici o nelle cabine telefoniche. Il loro tentativo voleva indurre chi leggeva ad obbedire ad una legge morale superiore e a rifiutare il militarismo.
Il 18 febbraio 1943, mentre distribuiva alcuni volantini all'Università di Monaco, Sophie fu scoperta dal custode Jakob Schmid, denunciata e fatta arrestare col fratello. Rinchiusa nella stessa cella dell'attivista Else Gebel, venne sottoposta per quattro giorni a interrogatorio da parte della Gestapo; fu riconosciuta colpevole di alto tradimento e processata insieme al fratello Hans e all'amico Christoph Probst, che nel frattempo era pure stato arrestato. I tre non tradirono i loro compagni e si addossarono ogni responsabilità. Non accettarono di firmare nessuna ritrattazione, perché affermavano di aver agito secondo coscienza e per il vero bene del popolo tedesco.
Robert Mohr, l'uomo della Gestapo che la interrogò, le chiese:
Lei rispose: 
Il 22 febbraio 1943 si celebrò il processo a Monaco. I tre ragazzi furono condannati a morte dal Tribunale del Popolo, presieduto da Roland Freisler. Furono subito dopo condotti nell'edificio dove avvenivano le esecuzioni capitali, alla prigione di Stadelheim, ed i loro genitori chiesero di vederli per l'ultima volta, incontro che fu loro concesso, cosa mai accaduta durante il Terzo Reich.

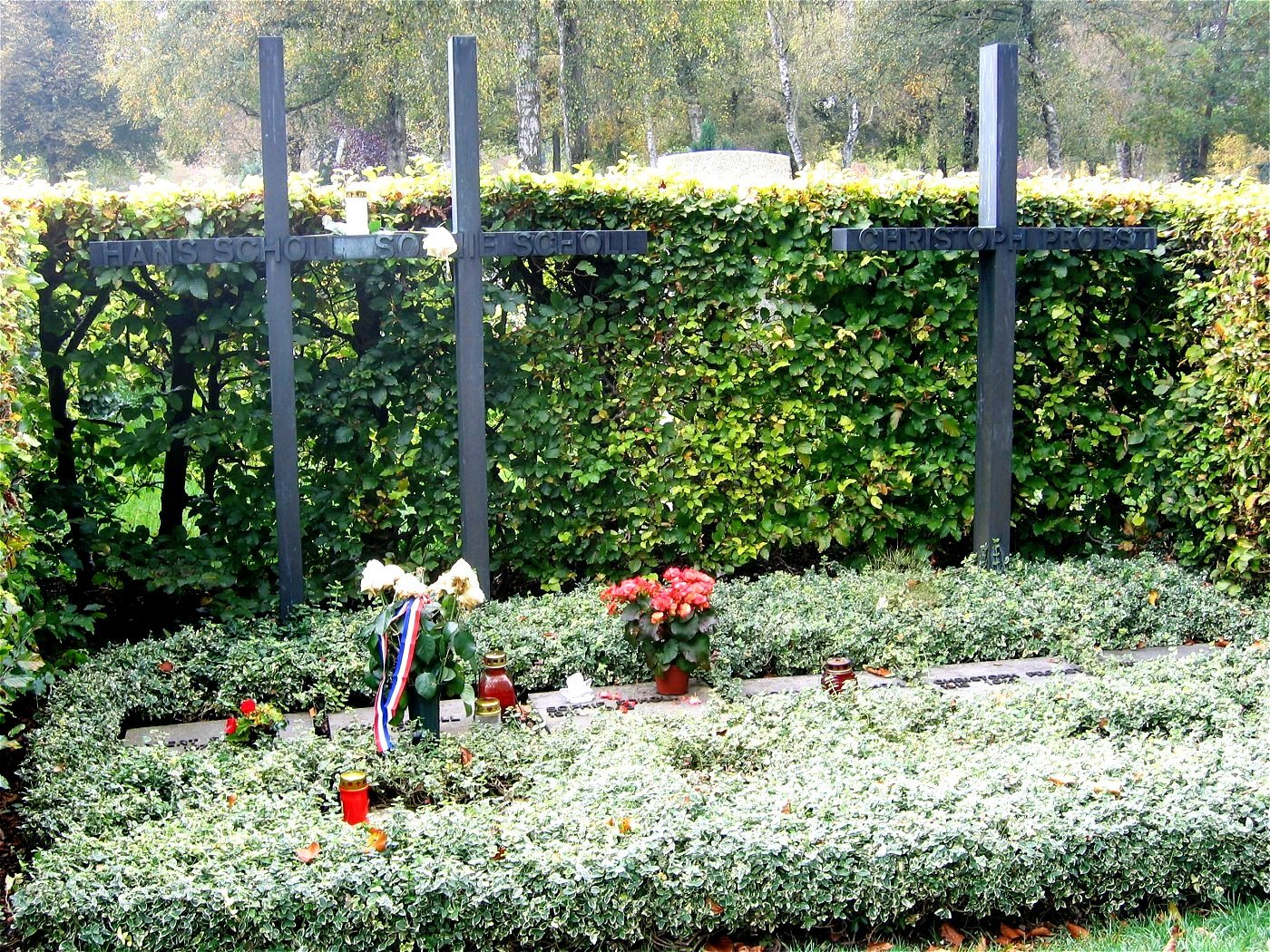
Le tombe dei fratelli Scholl e del loro amico Christoph Probst

I tre amici furono ghigliottinati lo stesso giorno nel cortile della prigione di Monaco, Stadelheim, dal boia Johann Reichhart. L'esecuzione venne supervisionata dal dottor Walter Roemer, capo di polizia della corte distrettuale di Monaco. Andò al patibolo con una gamba rotta e le tracce di pesanti percosse e torture subite in carcere. Le ultime parole di Sophie furono: 
In un angolo del cimitero di Monaco di Baviera, a Stadelheim, riposano i due fratelli. Le tombe sono due croci di legno scuro, unite da un solo braccio trasversale.

## Opere
- con Carlo Francovich, La rosa bianca, Firenze, La nuova Italia, 1978, OCLC 635547574.
- (EN) con Arthur R Schultz e Dorothee Sölle, The White Rose: Munich, 1942-1943, Middletown, Wesleyan University Press, 2011, OCLC 767498250.
- Una piccola luce lettere della famiglia Scholl dal carcere nazista, Milano, Vita e Pensiero, 1995, OCLC 722747784.
- (DE) Eva weil du bei mir bist, bin ich nicht allein, Riedhausen, Direktverl, 1996, OCLC 75842349.

## Filmografia
- Die Weiße Rose, di Michael Verhoeven (1982).
- La Rosa Bianca - Sophie Scholl (Sophie Scholl - Die letzten Tage), di Marc Rothemund (2005).
- Frauen, die Geschichte machten - Sophie Scholl (Film tv, 2013).

## Riconoscimenti
- Viene considerata una martire dalla chiesa cattolica.[10]
- Un suo busto in marmo è conservato dal 2003 nel Walhalla, il monumento eretto nei pressi di Ratisbona per ricordare importanti personalità tedesche.
- Varie città in Germania le hanno dedicato una via, ad esempio Lipsia, Ratisbona, Herzogenrath e Dossenheim, oppure una scuola, come Berlino[11], Gießen[12] e Georgsmarienhütte.[13]
- Nell'Università Ludwig Maximilian di Monaco il Geschwister-Scholl-Institut für Politikwissenschaft è intitolato ai fratelli Scholl.[14] Traudl Junge, una delle ultime segretarie di Hitler, portò fino alla morte il peso del rimorso per non essersi mai resa conto del genocidio messo in atto dalla Germania nazista. Si autodefinì sprovveduta e infantile, soprattutto dopo aver scoperto da questa targa commemorativa che Sophie Scholl era stata una sua coetanea, uccisa proprio quando lei aveva iniziato a lavorare per il dittatore.
- Dal 2011 è ricordata come Giusta al Giardino dei Giusti di tutto il mondo di Milano.[15]
- Le è intitolato il liceo linguistico di Trento.
- Un treno tedesco ICE porta il suo nome.